# Lukowezki
Lukowezki (russisch Луковецкий) ist eine Siedlung in Nordwestrussland. Der Ort gehört zur Oblast Archangelsk und hat 2535 Einwohner (Stand 14. Oktober 2010). Lukowezki gehört administrativ zum Cholmogorski rajon.

## Geographie

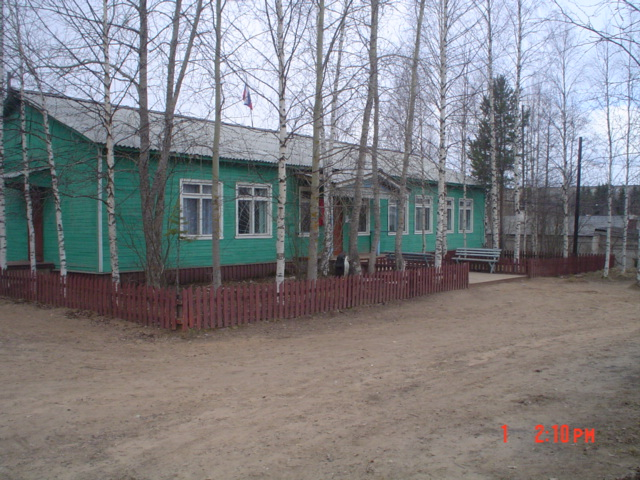
Gebäude der Gemeindeverwaltung in Lukowezki

Lukowezki befindet sich etwa 72 Kilometer südöstlich der Oblasthauptstadt Archangelsk. Der Ort liegt etwa vier Kilometer vom rechten Ufer der Nördlichen Dwina entfernt am See Dolgoje (озеро Долгое). Durch den Ort verläuft das Flüsschen Tyrwa (Тырва). Etwa 15 Kilometer westlich von Lukowezki, auf der anderen Seite der Nördlichen Dwina, befindet sich das Rajonverwaltungszentrum Cholmogory.
Lukowezki ist Verwaltungszentrum der Landgemeinde Lukowezkoje (Муниципальное образование «Луковецкое»), die neben Lukowezki 14 Orte (fünf davon unbewohnt) mit insgesamt 2729 Einwohnern (Stand 2010) umfasst.

## Geschichte
Im Januar 1965 begannen die ersten Bauarbeiten zur Errichtung der Siedlung. 1968 erhielt der Ort seinen heutigen Namen Lukowezki. Bis zum Jahr 2003 hatte Lukowezki den Status einer Siedlung städtischen Typs.

### Einwohnerentwicklung
Die folgende Übersicht zeigt die Entwicklung der Einwohnerzahlen von Lukowezki.

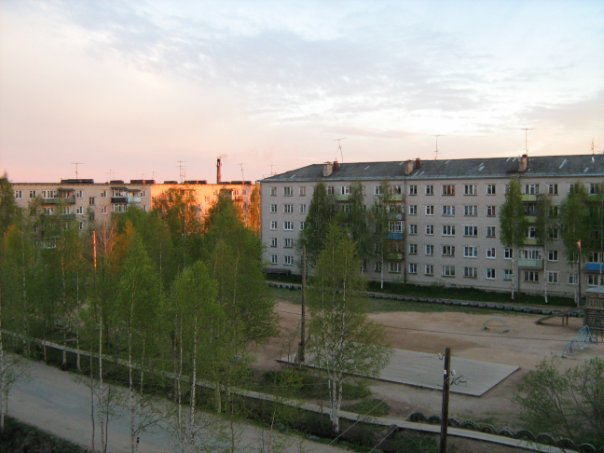
Blick über Lukowezki

| Jahr | Einwohner |
| ---- | --------- |
| 1989 | 3.002     |
| 2002 | 2.808     |
| 2010 | 2.535     |

Anmerkung: Volkszählungsdaten

## Verkehr und Wirtschaft
Im Norden der Siedlung befindet sich die gleichnamige Bahnstation Lukowezki, auf der Strecke der russischen Nordeisenbahn Archangelsk – Karpogory. Es besteht eine tägliche Bus- und Zuganbindung nach Archangelsk.  
Ortsbildendes Unternehmen ist das Holzwirtschaftsunternehmen Lukowezki LPCh (Луковецкий ЛПХ).
Im Ort gibt es einen Kindergarten, eine Mittelschule, eine Musikschule für Kinder sowie eine Krankenstation.